# Olaf von Roeder

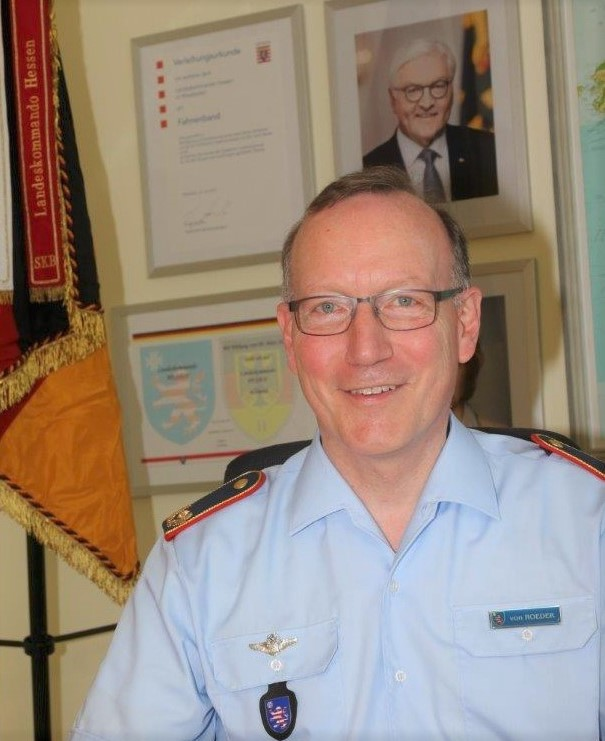

Olaf von Roeder (* 15. November 1960) ist ein Brigadegeneral a. D. der Luftwaffe der Bundeswehr. In seiner letzten Verwendung war er Kommandeur des Landeskommandos Hessen in Wiesbaden.

## Militärische Laufbahn

### Ausbildung und erste Verwendungen
Von Roeder trat 1980 in die Bundeswehr ein und absolvierte bis 1981 die Grundausbildung und Offiziersausbildung im Luftwaffenausbildungsregiment 3 in Roth und der Offiziersschule der Luftwaffe in Fürstenfeldbruck. Es folgte von 1981 bis 1985 ein Studium der Luft- und Raumfahrttechnik an der Universität der Bundeswehr in München. Nach Abschluss des Studiums erhielt von Roeder von 1985 bis 1987 die fliegerische Grund- und Fortgeschrittenenausbildung zum Waffensystemoffizier in Fürstenfeldbruck, sowie in Wichita Falls/Texas und Sacramento/Kalifornien (beides USA). Von 1987 bis 1988 erfolgte die weitere fliegerische Ausbildung auf Alpha Jet beim Jagdbombergeschwader 49 in Fürstenfeldbruck, sowie die Umschulung auf das Waffensystem Tornado beim Tri-National Tornado Training Establishment in Cottesmore (Großbritannien). Es folgten verschiedene Verwendungen beim Jagdbombergeschwader 33 in Büchel: von 1988 bis 1990 als Waffensystemoffizier Tornado IDS, in der 1. Staffel, von 1990 bis 1991 als Waffensystemoffizier Tornado IDS und S3 Navigationseinsatzoffizier im Stab der Fliegenden Gruppe, von 1991 bis 1993 als Luftfahrzeugeinsatzstabsoffizier und von 1993 bis 1995 als Staffelkapitän der 1. Staffel. In den Jahren von 1995 bis 1997 nahm von Roeder am Generalstabslehrgang an der Führungsakademie der Bundeswehr in Hamburg teil.

### Dienst als Stabsoffizier
Nach bestandener Generalstabsausbildung wurde von Roeder von 1997 bis 2000 als Planungsgeneralstabsoffizier für Konzeptionen und Konzepte in der Studiengruppe der Luftwaffe im Luftwaffenunterstützungskommando in Köln-Wahn verwendet. Es folgte eine Versetzung nach Berlin-Gatow, wo er von 2000 bis 2001 im Kommando der 3. Luftwaffendivision als Einsatzgeneralstabsoffizier und Abteilungsleiter A 3 eingesetzt wurde. Hieran schloss sich von 2001 bis 2003 eine ministerielle Verwendung als Referent für Luft- und Raumfahrt- bzw. Rüstungsthemen sowie alle Luftwaffenangelegenheiten im Büro der Staatssekretäre Walther Stützle und Peter Eickenboom im Leitungsbereich des Bundesministeriums der Verteidigung in Berlin an. Von 2003 bis 2006 war er als Kommodore des Jagdbombergeschwader 33 wieder in einer fliegerischen Verwendung. Im Anschluss absolvierte von Roeder von 2006 bis 2007 ein Masterstudium Nationale Sicherheitsstrategie an der National Defence University in Washington D.C. (USA). Danach wurde er noch ein Jahr als Gastwissenschaftler, Gastdozent und Berater in Fragen deutscher und europäischer Sicherheits- und Verteidigungspolitik am Institut für Nationale Strategische Studien dieser Universität eingesetzt. Nach seiner Rückkehr nach Deutschland wurde von Roeder von 2008 bis 2010 am Zentrum für Transformation der Bundeswehr in Strausberg erst als Bereichsleiter Fähigkeitsanalyse Bundeswehr und dann als Abteilungsleiter I Transformation eingesetzt. Es folgte eine Versetzung nach Bonn, wo er von 2010 bis 2012 als Referatsleiter Fü L II 3 (Grundsatzangelegenheiten CPM 2001, BV IAGFA; F&T, Internationale Rüstungszusammenarbeit (Fähigkeits- und Bedarfsanalyse) im Führungsstab der Luftwaffe) eingesetzt wurde. Es schloss sich von 2012 bis 2014 eine ministerielle Verwendung als Referatsleiter Politik II 5 (Internationale Rüstungspolitik) im Bundesministerium der Verteidigung in Berlin an.

### Dienst als General
Von Februar bis August 2014 war von Roeder, unter (temporärer) Ernennung zum Brigadegeneral, Camp Commander des Camp Marmal und Senior Airfield Authority des Flughafens Mazar-e-Sharif im Rahmen des ISAF-Auslandeinsatzes der Bundeswehr in Afghanistan. Im Anschluss nahm er, wiederum als Oberst, an einer zweimonatigen Sprachausbildung Französisch am Bundessprachenamt in Hürth teil. Von 2015 bis 2017 war er als Generalstabsoffizier beim Leiter Bereich Luft/Kommandeur Fliegende Verbände Luftwaffe im Kommando Einsatzverbände Luftwaffe beziehungsweise nach Umgliederung im Luftwaffentruppenkommando in Köln-Wahn eingesetzt. Am 24. März 2017 wurde von Roeder Kommandeur des Landeskommandos Hessen. Auf diesem Dienstposten erhielt er erneut die nunmehr permanente Beförderung zum Brigadegeneral. Im März 2023 wurde von Roeder in den Ruhestand versetzt.

## Auszeichnungen
- Hessischer Verdienstorden (2023)[2]